# Comuna Strilsk, Sarnî
Strilsk (în ucraineană Стрільськ) este o comună în raionul Sarnî, regiunea Rivne, Ucraina, formată din satele Maslopușcea și Strilsk (reședința).

## Demografie
Componența lingvistică a comunei Strilsk
     Ucraineană (99,01%)
     Alte limbi (0,83%)
Conform recensământului din 2001, majoritatea populației comunei Strilsk era vorbitoare de ucraineană (99,01%), existând în minoritate și vorbitori de alte limbi.